# 東山町
東山町（ひがしやまちょう）は、2005年（平成17年）まで岩手県東磐井郡にあった町。現在の一関市のうち東山町を冠する各大字にあたる。日本百景に数えられる猊鼻渓を擁し、鉱物資源が豊富な町であった。

## 地理

### 自然
- 山岳：束稲山、大鉢森山、弓折山など
- 河川：砂鉄川、山谷川、猿沢川、田河津川など

## 沿革
- 1955年（昭和30年）2月1日 - 田河津村と長坂村が合併し、東山村が発足。
- 1958年（昭和33年）11月1日 - 松川村を編入。同日付で町制施行し、東山町となる。
- 2005年（平成17年）9月20日 - 千厩町・大東町・川崎村・室根村および西磐井郡花泉町と共に一関市と合併し、新制の一関市の一部となる。

## 行政

### 歴代首長
- 最後の町長：松川誠（まつかわ まこと・1991年9月2日就任）

| 代                        | 氏名                      | 就任日                    | 退任日                     | 備考                      |
| 東山村（1955年 - 1958年） | 東山村（1955年 - 1958年） | 東山村（1955年 - 1958年） | 東山村（1955年 - 1958年）  | 東山村（1955年 - 1958年） |
| ------------------------- | ------------------------- | ------------------------- | -------------------------- | ------------------------- |
| 1                         | 佐藤兵市                  | 1955年（昭和30年）3月20日 | 1958年（昭和33年）10月31日 |                           |
| 東山町（1958年 - 2005年） |                           |                           |                            |                           |
| 1                         | 佐藤兵市                  | 1958年（昭和33年）11月1日 | 1963年（昭和38年）3月18日  | 村長より留任              |
| 2                         | 菅原喜重郎                | 1963年（昭和38年）3月19日 | 1979年（昭和54年）         |                           |
| 3                         | 菅原生                    | 1979年（昭和54年）9月2日  | 1991年（平成3年）9月1日    |                           |
| 4                         | 松川誠                    | 1991年（平成3年）9月2日   | 2005年（平成17年）9月19日  |                           |

## 地域

### 人口
| 東山町（に相当する地域）の人口推移 |          |  |
| \| 1920年（大正9年） \| 7,110人 \| \| \| 1925年（大正14年） \| 7,555人 \| \| \| 1930年（昭和5年） \| 7,935人 \| \| \| 1935年（昭和10年） \| 8,255人 \| \| \| 1940年（昭和15年） \| 8,360人 \| \| \| 1945年（昭和20年） \| 9,963人 \| \| \| 1950年（昭和25年） \| 10,427人 \| \| \| 1955年（昭和30年） \| 10,618人 \| \| \| 1960年（昭和35年） \| 11,108人 \| \| \| 1965年（昭和40年） \| 10,262人 \| \| \| 1970年（昭和45年） \| 9,640人 \| \| \| 1975年（昭和50年） \| 9,475人 \| \| \| 1980年（昭和55年） \| 9,251人 \| \| \| 1985年（昭和60年） \| 9,180人 \| \| \| 1990年（平成2年） \| 8,979人 \| \| \| 1995年（平成7年） \| 8,782人 \| \| \| 2000年（平成12年） \| 8,493人 \| \| |          |  |
| 総務省統計局 国勢調査より |          |  |
| 1920年（大正9年） | 7,110人  |  |
| 1925年（大正14年） | 7,555人  |  |
| 1930年（昭和5年） | 7,935人  |  |
| 1935年（昭和10年） | 8,255人  |  |
| 1940年（昭和15年） | 8,360人  |  |
| 1945年（昭和20年） | 9,963人  |  |
| 1950年（昭和25年） | 10,427人 |  |
| 1955年（昭和30年） | 10,618人 |  |
| 1960年（昭和35年） | 11,108人 |  |
| 1965年（昭和40年） | 10,262人 |  |
| 1970年（昭和45年） | 9,640人  |  |
| 1975年（昭和50年） | 9,475人  |  |
| 1980年（昭和55年） | 9,251人  |  |
| 1985年（昭和60年） | 9,180人  |  |
| 1990年（平成2年） | 8,979人  |  |
| 1995年（平成7年） | 8,782人  |  |
| 2000年（平成12年） | 8,493人  |  |

1960年の約11,000人をピークに減少に転じ、最新（2000年）の調査では約8,500人となった。

## 公的機関

### 警察
岩手県警察
- 千厩警察署（管轄：東磐井郡）
  - 東山駐在所
  - 松川駐在所
  - 田河津駐在所

### 消防
両磐地区消防組合
- 千厩消防署東山分署

### 医療
- ひがしやま病院（特定医療法人西城病院）

## 公共施設
主な施設を掲載。
図書館
- 東山町立図書館

博物館等
- 石と賢治のミュージアム
  - 太陽と風の家

公民館
- 長坂公民館
- 松川公民館
- 田河津公民館

運動施設
- 唐梅館総合公園：東山総合体育館、東山球場、東山テニスコート、東山多目的グラウンド、東山B&G海洋センター、唐梅館パークゴルフ場
- 東山農村勤労福祉センター

## 郵便
郵便局
- 東山郵便局（集配局）
- 松川町郵便局

簡易郵便局
- 田河津簡易郵便局

## 教育
町内に高等学校は所在しない。最寄りの高校は岩手県立大東高等学校（大東町）。

### 高等学校
- 岩手県立大東高等学校松川分校（1967年・大東高校へ統合）

### 中学校
- 東山町立東山中学校

※以下は廃校
- 東山町立長坂中学校（1968年・新設の東山中学校へ統合）
- 東山町立田河津中学校（同上）
- 東山町立松川中学校（同上）

### 小学校
- 東山町立田河津小学校
- 東山町立長坂小学校
- 東山町立松川小学校

※以下は廃校
- 東山町立田河津小学校夏山分校（1968年・田河津小学校へ統合）
- 東山町立田河津小学校紙生里分校（同上）
- 東山町立長坂小学校大木分校（1968年・長坂小学校へ統合）

### 児童福祉施設
児童館
- 田河津児童館

保育園
- 松川保育園
- 長坂保育園
- げいび幼稚園

## 交通

### 鉄道
- 東日本旅客鉄道（JR東日本）
  - 大船渡線：岩ノ下駅 - 陸中松川駅 - 猊鼻渓駅 - 柴宿駅

1955年（昭和30年）の東山村発足当初は、東山村域には駅が無い状態であったが、1958年（昭和33年）の松川村編入（同時に町制施行）にともない陸中松川駅が東山町域に編入されている。

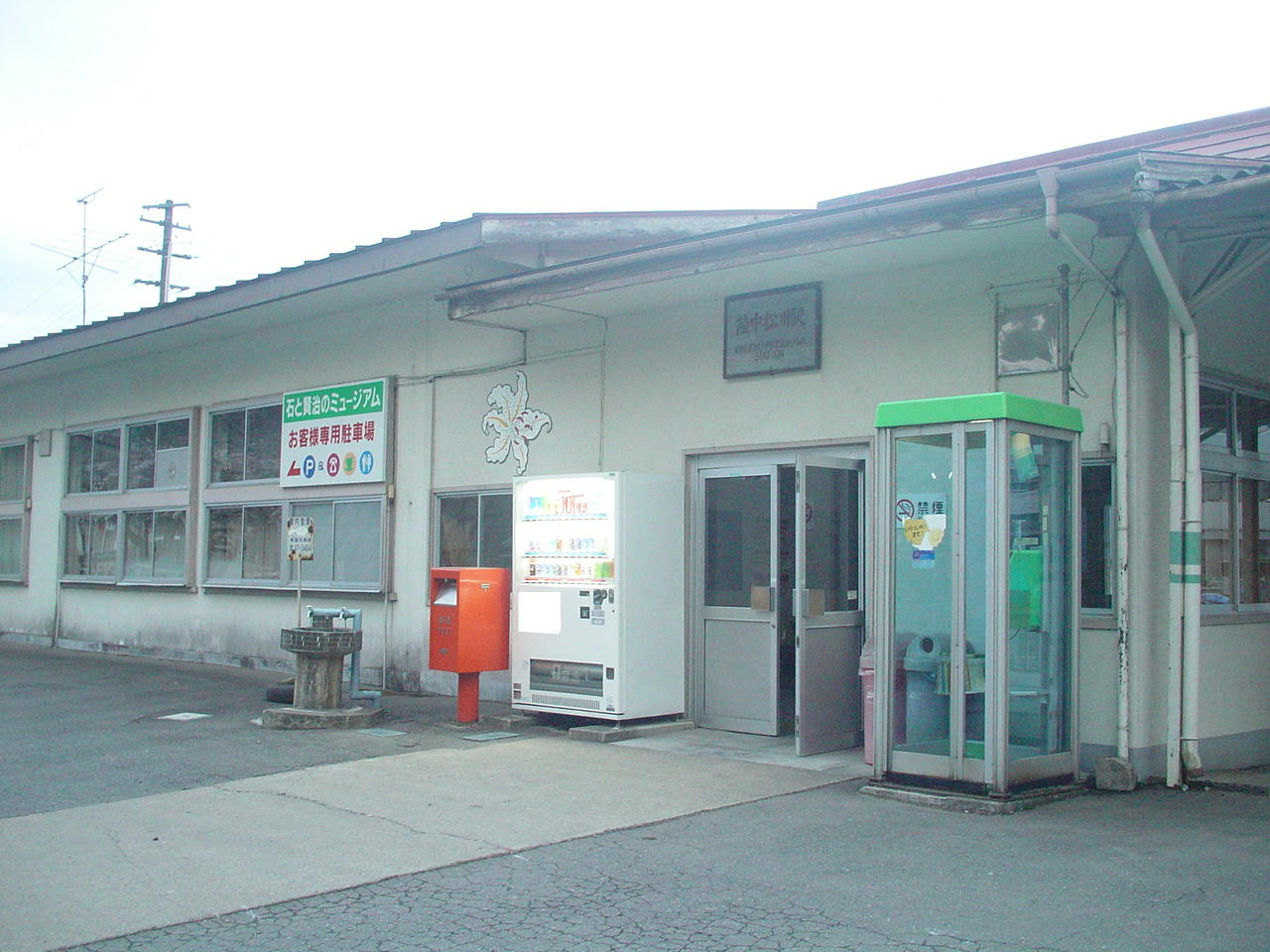
陸中松川駅（2007年1月撮影）

### バス
- 東磐交通

### 道路

#### 一般国道
- 国道343号

#### 県道
主要地方道
- 岩手県道19号一関大東線

一般県道
- 岩手県道105号猿沢東山線
- 岩手県道106号前沢東山線
- 岩手県道237号長沢束稲前沢線
- 岩手県道267号松川千厩線
- 岩手県道282号東山薄衣線
- 岩手県道289号柴宿横沢線

### ナンバープレート
- 岩手運輸支局の管内
- 自動車のナンバープレートは、「岩手」ナンバーで登録される（対象地域：岩手県）。

## 名所・旧跡・祭事等
- 猊鼻渓
- 幽玄洞 - 日本最古（3億5千万年前、古生代中期の地層）の鍾乳洞で化石の宝庫
- 石と賢治のミュージアム
  - 太陽と風の家
- 宮沢賢治の碑 - 新山公園に昭和23年（1948年）に建てられ、「農民芸術概論綱要」の一節が刻まれている。
- 菅公夫人の墓
- 源頼朝の墓

## 出身有名人
- 岩渕麗楽 - プロスノーボーダー
- 勝部修 - 政治家（一関市長）
- ケンジ・ステファン・スズキ - 社会起業家、環境活動家
- 佐藤衡 - 長坂村長、教育者、漢学者
- 佐藤東華 - ジャーナリスト
- 佐藤洞潭 - 仙台藩士
- 菅原喜重郎 - 衆議院議員（東山町長）